# Joris Peters

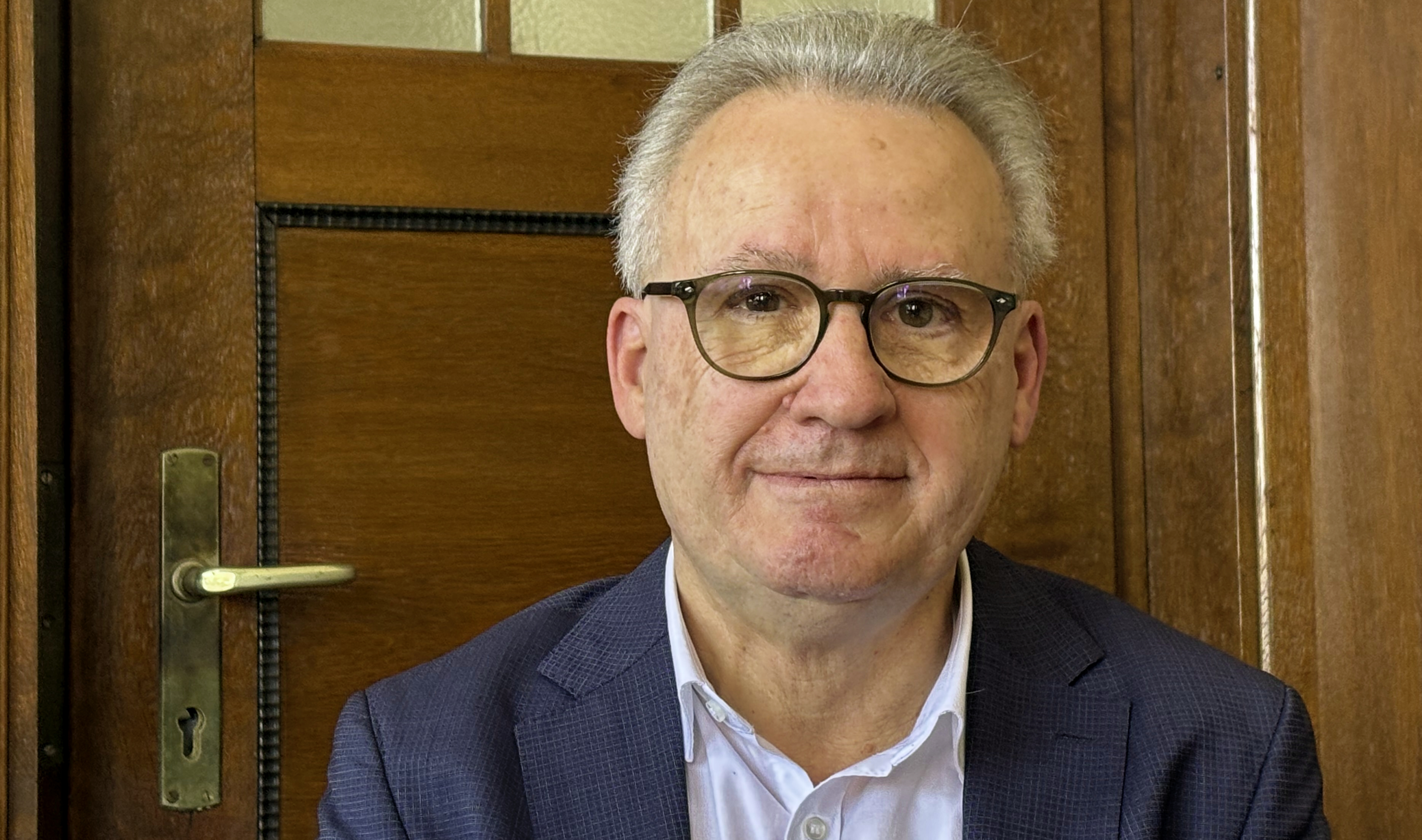
Joris Peters, 2025

Joris Peters (* 14. März 1958 in Herentals, Belgien) ist ein belgischer Zoologe, seit 2000 Professor an der Tierärztlichen Fakultät der Ludwig-Maximilians-Universität in München, dort Inhaber des Lehrstuhls für Paläoanatomie, Domestikationsforschung und Geschichte der Tiermedizin  sowie seit 2000 Direktor der Staatssammlung für Anthropologie und Paläoanatomie (SNSB-SAPM). Seit der Umstrukturierung der Staatlichen Naturwissenschaftlichen Sammlungen Bayerns (SNSB) 2021 leitet Joris Peters die Staatssammlung für Paläoanatomie München (SNSB-SPM). Zum 1. Januar 2022 hat Joris Peters das Amt des Generaldirektors bei den Staatlichen Naturwissenschaftlichen Sammlungen Bayerns  (SNSB) übernommen.  Er ist zudem Initiator der interdisziplinären Arbeitsgemeinschaft ArchaeoBioCenterLMU im Exzellenz-Programm LMU-Innovativ, welche sich mit Aspekten der Entstehung und Entwicklung von Kulturen und anthropogenen Ökosystemen seit der Jungsteinzeit befasst.

## Ausbildung
Joris Peters wuchs in Flandern auf und erlangte die Hochschulreife 1976 in Sint-Niklaas. Ab Herbst 1976 studierte er an der Universität Gent Biologie und schloss das Studium 1981 mit dem Lizenziatsdiplom in Zoologie und einer Abschlussarbeit ab, in der er sich der Analyse von Tierresten aus einer prähistorischen Siedlung im Nordosten der Demokratischen Republik Kongo befasste. Von 1981 bis 1986 arbeitete Joris Peters als Doktorand bei Achilles Gautier am Laboratorium voor Paleontologie der Universität Gent und wurde dort zum Doctor in der Königlich Niederländischen Akademie der Wissenschaften promoviert mit dem Dissertationsthema „Bijdrage tot de archaeozoölogie van Sudan en Egypte“ (Beitrag zur Archäozoologie des Sudan und Ägyptens).

## Beruflicher Werdegang
1987 erhielt Peters eine Festanstellung als wissenschaftlicher Mitarbeiter am Lehrstuhl für Paläoanatomie, Domestikationsforschung und Geschichte der Tiermedizin (LMU) unter der Leitung von Joachim Boessneck. 1996 habilitierte er an der Tierärztlichen Fakultät bei Joachim Boessnecks Nachfolgerin Angela von den Driesch mit der Schrift „Römische Tierhaltung und Tierzucht. Eine Synthese aus archäozoologischer Untersuchung und schriftlich-bildlicher Überlieferung“.
Mit dem Erwerb der Venia legendi für die Fächer Paläoanatomie, Domestikationsforschung und Geschichte der Tiermedizin erfolgte seine Ernennung zum Dr. med. vet. habil. 2000 wurde Joris Peters auf den Lehrstuhl für Paläoanatomie, Domestikationsforschung und Geschichte der Tiermedizin sowie ab 2015 als Direktor an die Staatssammlung für Anthropologie und Paläoanatomie (SNSB-SAPM) berufen und im selben Jahr zum Direktor der Abteilung Paläoanatomie der Staatssammlung für Anthropologie und Paläoanatomie (SNSB-SAPM), jetzt Staatssammlung für Paläoanatomie München (SNSB-SPM) ernannt. 2015 übernahm er die kommissarische Leitung der Abteilung Anthropologie, jetzt Staatssammlung für Anthropologie München (SNSB-SAM). Im Januar 2022 wurde er zum Generaldirektor der Staatlichen Naturwissenschaftlichen Sammlungen Bayerns ernannt.

## Forschung
Joris Peters' Forschungsschwerpunkte sind die Mensch-Tier-Umwelt-Beziehungen in nacheiszeitlichen Kulturen Zentraleuropas, des Vorderen Orients sowie Nordost- und Südwestafrikas. Eine zentrale Rolle spielen dabei die Analysen von Tierresten aus archäologischen Fundstellen in Eurasien und Afrika, die mit morphologischen und molekularbiologischen Methoden untersucht werden. Peters zeigt in diesen Forschungen auch auf, dass in Kombination mit bildlichen Darstellungen und frühen tierheilkundlichen Texten zu Symptomatik, Diagnose und Therapie von Erkrankungen bei Nutztieren der Tierreste einmalige Einblicke in das Mensch-Tier-Verhältnis und in die vielfältige Rolle von Tieren in vergangenen Kulturen ermöglicht werden.
Geographisch liegt Joris Peters' Forschungsfokus auf Zentraleuropa, Südwestasien und dem nordöstlichen sowie südlichen Afrika. Aus kulturhistorischer Perspektive betrachtet stehen spätquartäre Jäger-Sammler-Gesellschaften,  vorgeschichtliche Ackerbauer und Viehzüchter sowie Zivilisationen des Altertums  im Mittelpunkt seiner Forschung. Von Peters erforschte osteologische Befunde zeigen u. a. die Bedeutung von Wild- und Haustieren in der Ernährung des Menschen sowie Aspekte des Managements von Viehherden, der Nutzung von Haustieren und ihrer Rolle in Opferpraktiken und in der religiösen Vorstellungswelt.
Besondere Aufmerksamkeit widmet Peters den Archäofaunen aus den südostanatolischen Fundstellen Göbekli Tepe, Nevalı Çori und Gürcütepe, die in ihrer Gesamtheit entscheidende Hinweise auf die weltweit frühesten Anfänge der Schaf-, Ziegen-, Schweine- und Rinderhaltung im nördlichen Fruchtbaren Halbmond vor etwa 10.500-10.000 Jahren geben. Diese und andere bedeutende kulturelle Phänomene werden in dem DFG-Langzeitprojekt „Die prähistorischen Gesellschaften Obermesopotamiens und ihre Subsistenz“ erforscht, das von dem Prähistoriker Klaus Schmidt, dem Ausgräber von Göbekli Tepe, und Joris Peters gemeinsam konzipiert und durchgeführt wurde.
Joris Peters' Forschungen umfassen auch die Etablierung osteologischer Bestimmungsschlüssel für nah verwandte Huftierarten, die Entwicklung und Anwendung neuer methodischer Ansätze zum Nachweis der Anfänge der Domestikation bei kleinen Wiederkäuern und Übersichtsarbeiten zur Haustierwerdung von Schaf, Esel, Huhn, Dromedar und Trampeltier. Im Rahmen eines internationalen Forscherteams erforschte er im heutigen Thailand früheste Belege von der Domestifizierung und Verbreitung des Huhns  zum heute zahlenmäßig am meisten verbreiteten Nutztier der Welt.

## Veröffentlichungen
- Literatur von und über Joris Peters im Katalog der Deutschen Nationalbibliothek
- 310 Publikationen Joris Peters in Researchgate
- Die Publikationsliste der Arbeiten von Joris Peters in Google-Scholar enthält 250 Titel sowie Angaben, wie oft die wissenschaftlichen Arbeiten zitiert worden sind.
- Co-Herausgeber der Publikationsreihe Documenta Archaeobiologiae[33]
- Publikationen ab 2000, LMU-Page
- Mitarbeit an der 2. Auflage des Lehrbuchs „Geschichte der Tiermedizin: 5.000 Jahre Tierheilkunde“.
- Camelbook